# Laevicardium crassum
Laevicardium crassum är en musselart som först beskrevs av Gmelin 1791.  Laevicardium crassum ingår i släktet Laevicardium och familjen hjärtmusslor. Arten är reproducerande i Sverige. Inga underarter finns listade i Catalogue of Life.
Laevicardium crassum

Höger klaff
Vänster klaff

Laevicardium crassum mediterraneum

Höger klaff
Vänster klaff

## Bildgalleri

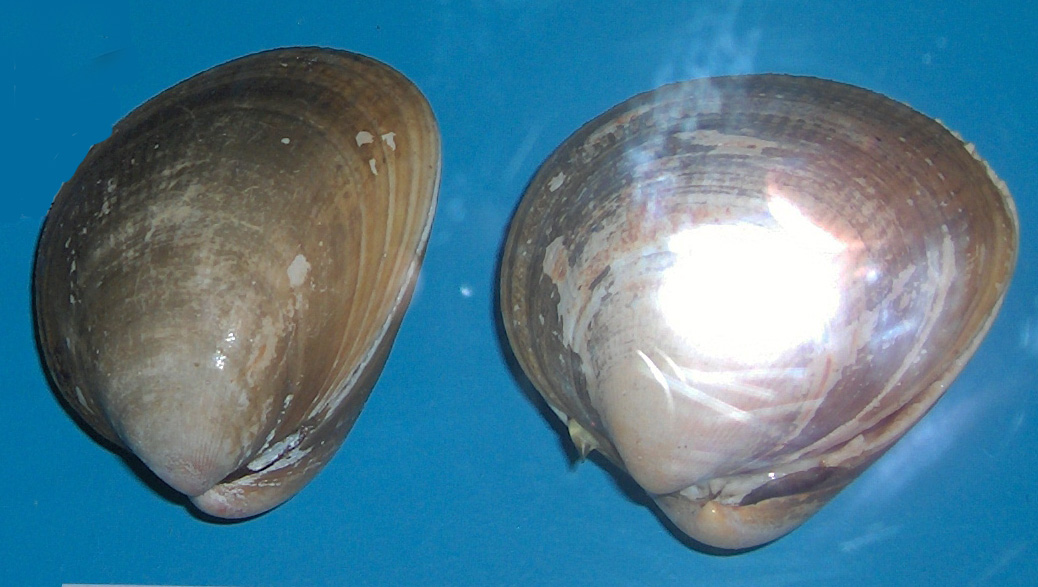
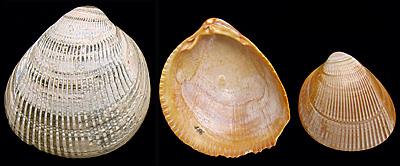
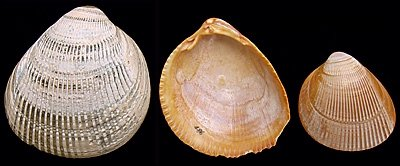